# Hedya
Hedya is een geslacht van vlinders uit de familie van de bladrollers (Tortricidae) en de onderfamilie Olethreutinae.

## Soorten
- H. abjecta Falkovich, 1962
- H. anaplecta (Meyrick, 1909)
- H. atrifraga Diakonoff, 1968
- H. atropunctana (Zetterstedt, 1840)
- H. auricristana (Walsingham, 1900)
- H. corni Oku, 1974
- H. cyanana (Murtfeldt, 1880)
- H. chionosema (Zeller, 1875)
- H. daeduchus Diakonoff, 1973
- H. dimidiana (Clerck, 1759)
- H. dimidioalba (Retzius, 1783)
- H. ebenina (Meyrick, 1916)
- H. exsignata (Meyrick, 1916)
- H. fibrata (Meyrick, 1909)
- H. gratiana Kawabe, 1974
- H. ignara Falkovich, 1962
- H. inornata (Walsingham, 1900)
- H. iophaea (Meyrick, 1912)
- H. kurokoi Kawabe, 1995
- H. leucalox Diakonoff, 1973
- H. nubiferana (Haworth, 1811) - gewone witvlakbladroller
- H. ochroleucana (Frolich, 1828) - grote witvlakbladroller
- H. pruniana (Hübner, 1799) - pruimwitvlakbladroller
- H. roseomaculana (Herrich-Schäffer, 1851)
- H. salicella Linnaeus, 1758 - pinguintje
- H. semiassana (Kennel, 1901)
- H. separatana (Kearfott, 1907)
- H. subretracta (Kawabe, 1976)
- H. sunmoonlakensis Kawabe, 1993
- H. tsushimaensis Kawabe, 1978
- H. vicinana (Ragonot, 1894)
- H. walsinghami Oku, 1974